# Mözen
Mözen település Németországban, Schleswig-Holstein tartományban. Lakosainak száma 435 fő (2023. december 31.).

## Népesség
A település népességének változása:
| Lakosok száma | 315  | 435  | 436  | 438  | 457  | 453  | 435  |
|               | 1975 | 2014 | 2017 | 2019 | 2021 | 2022 | 2023 |